# Tavi béka
A tavi béka vagy kacagóbéka (Pelophylax ridibundus) a kétéltűek osztályába, a békák rendjébe tartozó, Magyarországon védett állatfaj. A kecskebéka-fajkomplex tagja a kis tavibékával és a kecskebékával együtt. A fajt eredetileg a Rana nembe sorolták, de később áthelyezték a Pelophylax nembe.

## Előfordulása
Közép- és Kelet-Európában gyakori. Magyarországon a legkisebb állandó vízállásoktól az egészen nagy folyók holtágaiig bárhol előfordulhat, a folyóvizeket kivéve, mindig csendesebb részeken. Kiváló életteret talált magának az alföldi öntözőcsatornákon. Jól úszik, egész napját is képes a vízben tölteni. Előfordul, hogy hosszabb-rövidebb időre a partra is kijön, de a víztől nem távolodik el messzire. Még telelni is képes a víz alatt.

## Megjelenése

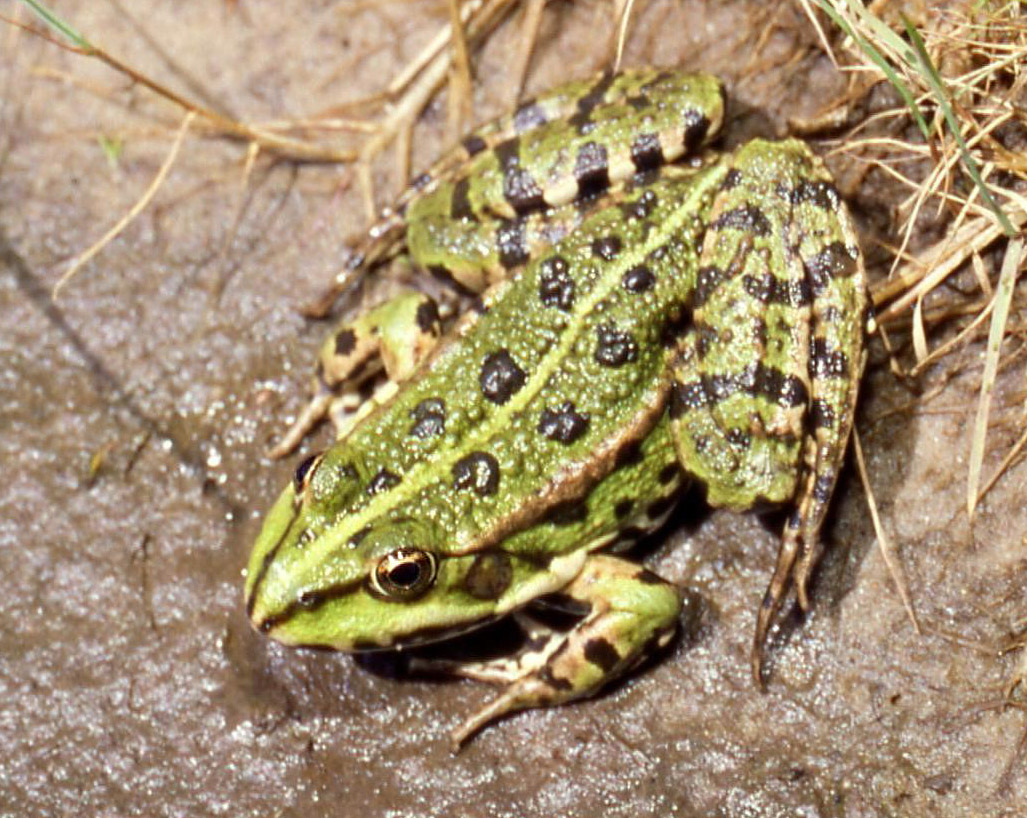
Fiatal nőstény

A tavi béka és a kis tavibéka kereszteződéséből létrejövő hibrid a kecskebéka, rendkívül sok variációja létrejön a keveredésből. A legújabb kutatások szerint a különféle kromoszóma-mutációk miatt a fajkomplex tagjait morfológiai bélyegek alapján nem lehet elkülöníteni. A három közül a tavi béka a legnagyobb, törzsének hossza elérheti a 14 centimétert is. Hátszíne a sötét olajzöldtől egészen a barnáig terjedhet, rajta sötét foltozottság látható. A bőre kifejezetten szemölcsös a másik két fajhoz képest, a hátán a két párhuzamos mirigysor kifejezett. A békák combjait a testükre merőlegesen fordítva a sarkok helyzetéből lehet következtetni a láb hosszára. A tavi béka lábai a leghosszabbak, a lábakat az előbb említett helyzetben figyelve a sarkok túlérnek egymáson, átfedésbe kerülnek a lábak.

## Életmódja
Szitakötők, rovarok, pókok, földigiliszták, meztelencsigák szerepelnek az étlapján. Testnagyságából következőleg néha egereket, szalamandrákat és halakat is elfogyaszt. Fiatalkori kannibalizmus is előfordul a fajnál.

## Szaporodása
Április végétől május végéig nagyobb csoportokba verődve a vizekben szaporodnak. A nőstények 3-10 000 petét raknak csomókba, melyből a lárvák 7-14 nap alatt kelnek ki. A lárvák aztán a nyár derekán, végén alakulnak át, de nem hagyják el a vizet, ott élik életüket.